# Tubao
Tubao là một đô thị hạng 4 ở tỉnh La Union, Philippines. Theo điều tra dân số năm 2015, đô thị này có dân số 28.729 người trong.

## Các đơn vị hành chính
Tubao được chia ra 18 barangay.
| - Amallapay - Anduyan - Caoigue - Francia Sur - Francia West - Garcia - Gonzales - Halog East - Halog West | - Leones East - Leones West - Linapew - Magsaysay - Pideg - Poblacion - Rizal - Santa Teresa - Lloren |